# Lamar (Missouri)
Lamar is een plaats (city) in de Amerikaanse staat Missouri, en valt bestuurlijk gezien onder Barton County. Harry S. Truman, de 33e president van de Verenigde Staten is hier geboren. Een andere beroemde overleden inwoner is Wyatt Earp.

## Demografie
Bij de volkstelling in 2000 werd het aantal inwoners vastgesteld op 4425.
In 2006 is het aantal inwoners door het United States Census Bureau geschat op 4620, een stijging van 195 (4,4%).

## Geografie
Volgens het United States Census Bureau beslaat de plaats een oppervlakte van
10,7 km², waarvan 9,9 km² land en 0,8 km² water.

## Plaatsen in de nabije omgeving
De onderstaande figuur toont nabijgelegen plaatsen in een straal van 20 km rond Lamar.

## Geboren
- Harry S. Truman (1884-1972), 33e president van de Verenigde Staten